# Ikongo
Ne doit pas être confondu avec Losikongo.
Ikongo est une ville et commune urbaine du sud-est de Madagascar, dans la région Fitovinany. Elle est le chef-lieu du district d'Ikongo.

## Géographie
Ikongo se trouve au bout de la RN 14, sur la rive gauche de la Sandrananta, à 530 km d'Antananarivo et à 178 km de Fianarantsoa.

## Démographie
La commune urbaine d'Ikongo compte 36 684 habitants en 2018.